# Copilco (estación)
Copilco es una de las estaciones que forman parte del Metro de la Ciudad de México, perteneciente a la Línea 3. Se ubica al sur de la Ciudad de México, en la alcaldía Coyoacán.

## Información general
El icono de la estación representa una imagen de la cultura olmeca del periodo Preclásico medio (1100 a 600 a. C.) relacionada con la lluvia, y fusionada con una serpiente acuática, que da como resultado una especie de dragón celeste, convertido más tarde en el Dios del Agua.
La estación fue construida en un terreno cubierto por roca volcánica, formada luego de la erupción del Volcán Xitle en 500 a. C. Es por eso que, cuando se llevaron a cabo las excavaciones, se descubrieron esqueletos y artículos de cerámica que, según los arqueólogos, fueron llevados con ofrendas fúnebres.

### Patrimonio

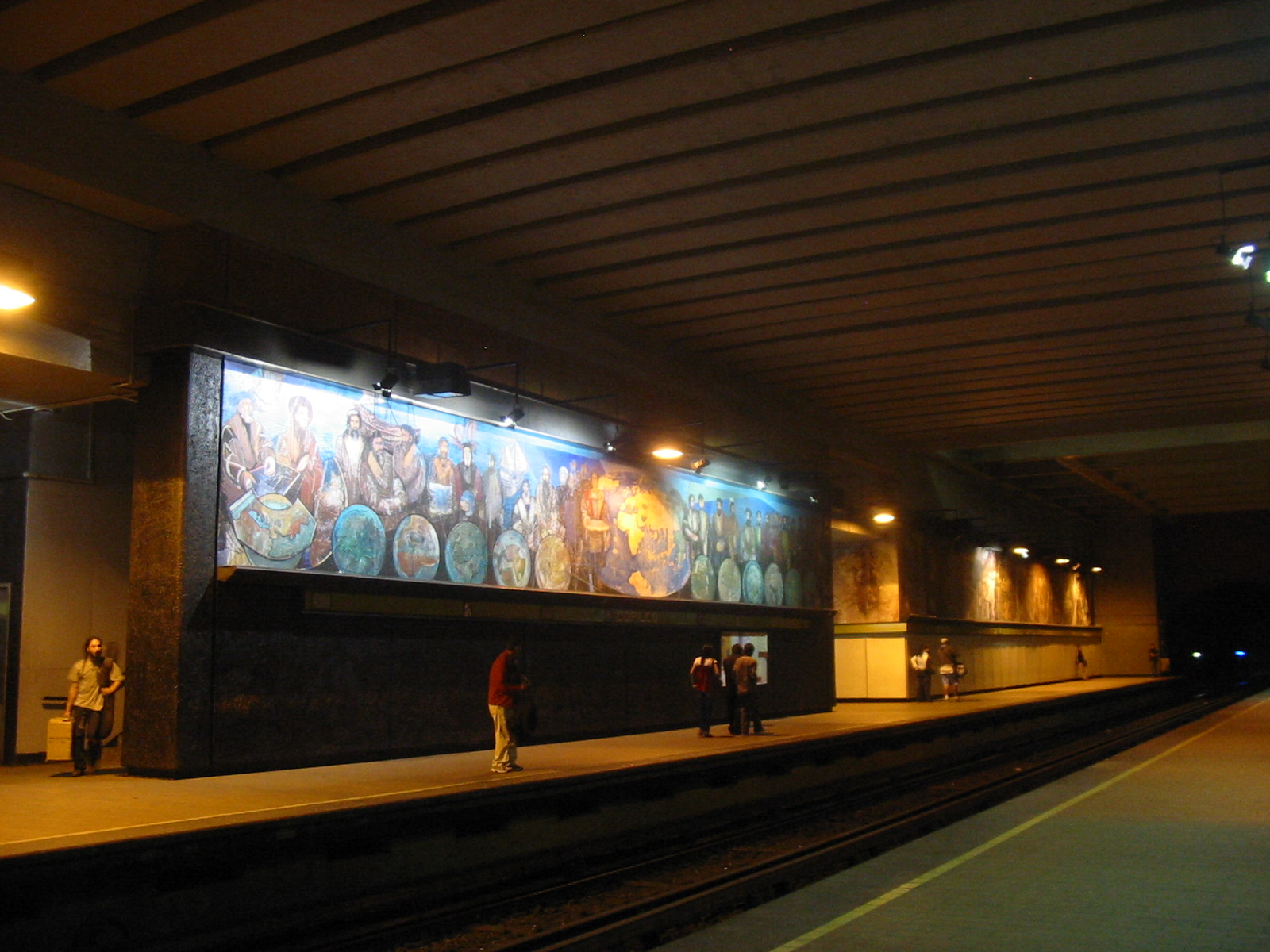
Detalle de los murales de la estación

#### Murales
A lo largo de los andenes, se localiza la obra del artista mexicano Guillermo Ceniceros, un mural de 1,000 m² de superficie llamado El perfil del tiempo, trabajado con la técnica de acrílico y fibra de vidrio.
El mural representa escenas de la historia de México y universal. También aparecen importantes artistas plásticos mexicanos y extranjeros.

### Afluencia
En 2014, Copilco se convirtió en la 21° estación con mayor afluencia en la red, al registrar 43,819 pasajeros en promedio en día laborable.
La siguiente tabla muestra la afluencia de la estación en los últimos 10 años:
| Afluencia Anual de Pasajeros | Afluencia Anual de Pasajeros | Afluencia Anual de Pasajeros | Afluencia Anual de Pasajeros | Afluencia Anual de Pasajeros | Afluencia Anual de Pasajeros |
| ---------------------------- | ---------------------------- | ---------------------------- | ---------------------------- | ---------------------------- | ---------------------------- |
| Año                          | Afluencia                    | A Diario                     | Ranking                      | Incremento                   | Ref.                         |
| 2023                         | 11,335,490                   | 31,056                       | 18°/195                      | +21.53%                      | [ 3 ]                        |
| 2022                         | 9,327,411                    | 25,554                       | 22°/195                      | +101.59%                     | [ 4 ]                        |
| 2021                         | 4,626,936                    | 12,676                       | 57°/195                      | -26.59%                      | [ 5 ]                        |
| 2020                         | 6,302,582                    | 17,220                       | 39°/195                      | -55.08%                      | [ 6 ]                        |
| 2019                         | 14,030,121                   | 38,438                       | 23°/195                      | -4.20%                       | [ 7 ]                        |
| 2018                         | 14,645,189                   | 40,123                       | 23°/195                      | -2.25%                       | [ 8 ]                        |
| 2017                         | 14,981,668                   | 41,045                       | 22°/195                      | +0.16%                       | [ 9 ]                        |
| 2016                         | 14,958,149                   | 40,869                       | 20°/195                      | +8.67%                       | [ 10 ]                       |
| 2015                         | 13,764,580                   | 37,711                       | 23°/195                      | -7.61%                       | [ 11 ]                       |
| 2014                         | 14,898,388                   | 40,817                       | 22°/195                      | -2.15%                       | [ 12 ]                       |

## Conectividad

### Salidas
- Suroriente: Eje 10 Sur Av. Pedro Henríquez Ureña y Calle Cerro Tres Zapotes, Colonia Copilco-Universidad.
- Surponiente: Eje 10 Sur Av. Pedro Henríquez Ureña y Calle Cerro Tlapacoya, Colonia Copilco-Universidad.
- Norte: Eje 10 Sur Av. Pedro Henríquez Ureña, Colonia U.H Integración Latinoamericana.

## Lugares de interés
- Ciudad Universitaria de la Universidad Nacional Autónoma de México